# 드레퓌스 사건

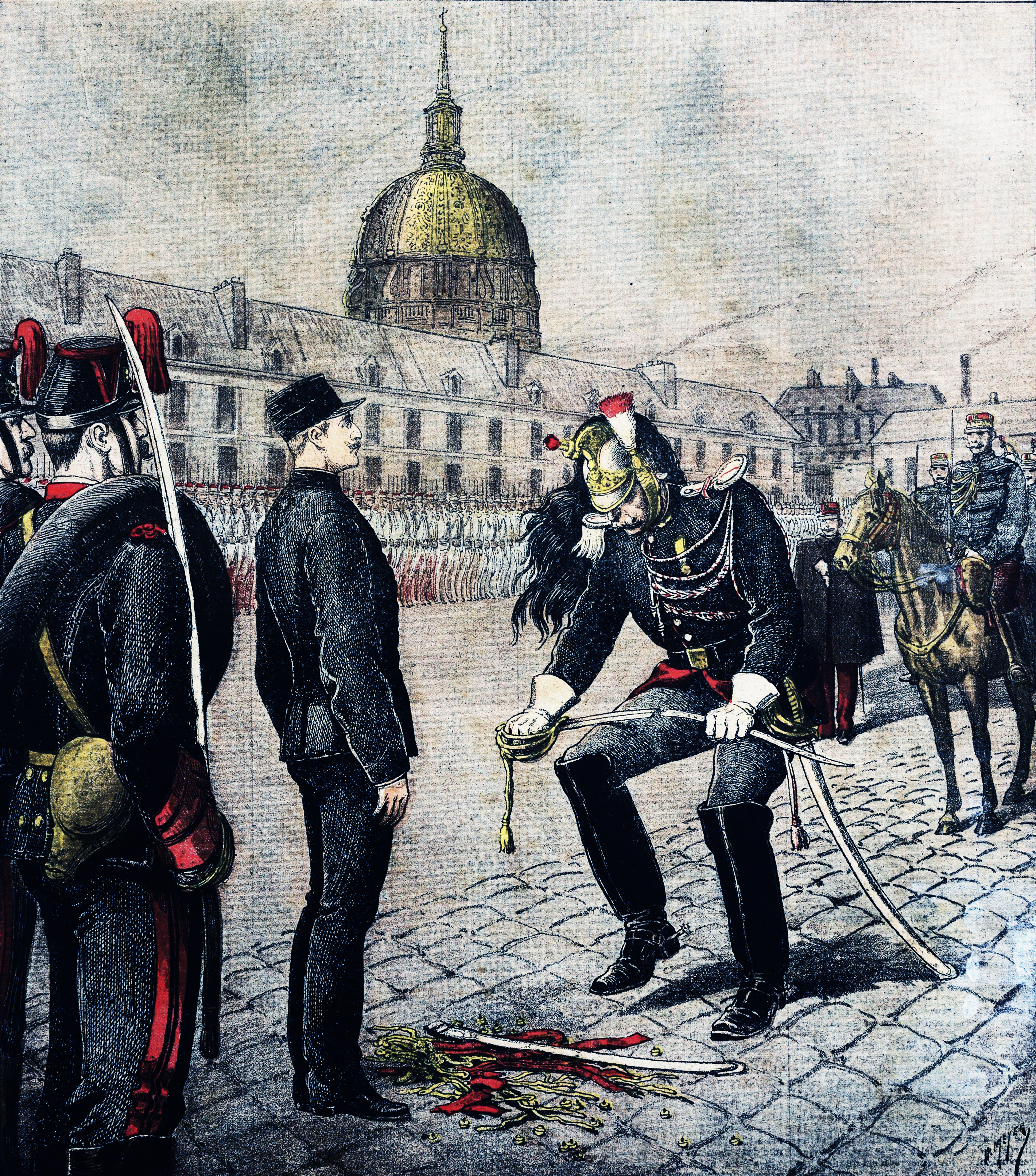
1895년 1월 13일자 '르 프티 주르날(Le Petit Journal)’에 실린 앙리 메예(Henri Meyer)의 '반역자'. 1895년 1월 5일에 이루어진 드레퓌스의 해임식 현장을 그린 것이다.

드레퓌스 사건(Dreyfus Affair)이란 보불전쟁 후 19세기 후반 프랑스를 휩쓸었던 군국주의, 반유대주의, 강박적인 애국주의 때문에 억울하게 옥살이를 한 프랑스 포병대위 드레퓌스의 간첩혐의를 놓고 프랑스 사회가 무죄를 주장하는 드레퓌스파와 유죄를 주장하는 반드레퓌스파로 양분되어 격렬하게 투쟁했던 정치적인 스캔들로서, 국가권력에 의해 자행된 대표적인 인권유린, 간첩 조작사건을 말한다.
사회정의 실현과 진실규명을 위해 재심을 요구했던 드레퓌스파(재심요구파)는 진보, 좌파, 공화파, 사회주의자들이었고, 반드레퓌스파는 재심을 반대하였으며 국시, 군대의 명예, 국익을 위해서라면 판결이 번복될 수 없음을 주장했고 군부와 로마가톨릭교회, 왕당파들이 주류를 이루었다. 본 사건은 블랑제 사건, 파나마운하 스캔들과 함께 프랑스 제3공화국을 뒤흔든 3대 사건 중 가장 큰 위기를 겪게 만든 정치적 사건이라는 평가가 있다.
이 사건은 1894년에 참모본부에서 근무하던 드레퓌스 대위의 필체가 프랑스 정보요원이 파리주재 독일 대사관에서 빼돌린 문서(명세서)의 필체와 비슷하다는 이유만으로 체포되어 종신형을 선고받고 외딴섬에 유배되면서 시작되었다. 증거, 범행 동기, 범행 방법과 시기 등이 명확지 않은 상태에서 무리하게 기소되었으며 실질적으로는 유대인이라는 이유가 드레퓌스를 진범으로 몰아갔던 것이다. 가족의 구명운동과 소수 지성인들의 노력으로 1897년 진범이 구속되었으나, 명백한 증거가 있었음에도 불구하고 군부는 신뢰 추락을 이유로 사건을 은폐하고 증거를 조작한 후 진범을 풀어주었다.
이런 사실에 격노한 프랑스의 대문호 에밀 졸라가 "나는 고발한다"라는 글을 1898년 1월 신문에 게재하여 군부의 부도덕성을 대중에게 고발하며 진실을 알렸다. 이 글은 가히 폭발적인 영향력을 발휘하며 대중을 분노하게 만들었고, 프랑스 사회는 본격적으로 드레퓌스파(재심파)와 반드레퓌스파(재심반대파)로 나뉘어 내전 수준에 준할 정도로 격렬하게 투쟁하였다. 시위, 폭동, 결투, 테러, 빈번한 폭력사태와 유혈충돌이 벌어졌고, 가족 간에도 이 문제로 인하여 심하게 다투는 일이 다반사로 벌어졌다. 정치적인 쟁점으로 비화되었고 국제사회도 이 일에 관심을 가지게 되었다. 결국 다소간에 우여곡절을 겪기는 했으나 1906년에 재심을 통해 무고함이 입증되며 사건이 종결되었다.
이 사건으로 군부는 개혁이 진행되었으며 왕정복고를 기대하던 왕당파의 세력은 사라지고 공화정이 안착되어갔다. 또한 사건 이후 집권한 공화파 세력은 매우 엄격한 수준의 정교분리 정책을 과감하게 실시하여 공적 영역에서 로마가톨릭의 영향력을 철저하게 배제시키며 교회를 응징하였다. 이는 프랑스의 가톨릭교회가 드레퓌스 사건 중에 진실을 외면한 채 거짓을 옹호하고 반유대주의 선동에 앞장서며 공화제를 반대했기 때문이다. 이로써 프랑스식의 정교분리인 라이시테 원칙이 수립되었으며 더 나아가 드레퓌스 지지파들의 이념과 전략들은 포르투갈과 스페인 그리고 라틴아메리카 전역에서 반교권주의 운동의 모델이 되었다.
한편, 파리에 주재하며 이 사건을 지켜본 유대계 오스트리아 언론인 테오도르 헤르츨은 팔레스타인에 유대인 국가를 건국하겠다는 시오니즘 운동을 본격적으로 시작하게 되었다. 그의 주도로 1897년 스위스 바젤에서 제1차 시오니스트 대회가 개최되었으며 시오니스트 기구와 조직을 조직하였다. 시오니스트 회의는 이후 1901년까지 5차례 개최되었다. 테오도르 헤르츨은 1904년에 사망한다. 이러한 그의 행동은 1948년 이스라엘 건국, 이스라엘-팔레스타인 분쟁의 씨앗이 된다.
에밀 졸라를 비롯한 소수의 정의로운 지식인들의 용기 있는 활동으로 인해 지식인의 이미지가 좀 더 긍정적으로 변화하였다. 기존의 전통적인 지식인이란 단순히 지식과 정보를 전달하는 엘리트 지성인 계층이었으나 드레퓌스 사건 이후에는 사회적 이상을 실현하기 위해 사회 문제에 대해 적극적으로 앞장서며 참여하는 계층이라는 이미지가 더해지게 된 것이다.

## 사건의 전개

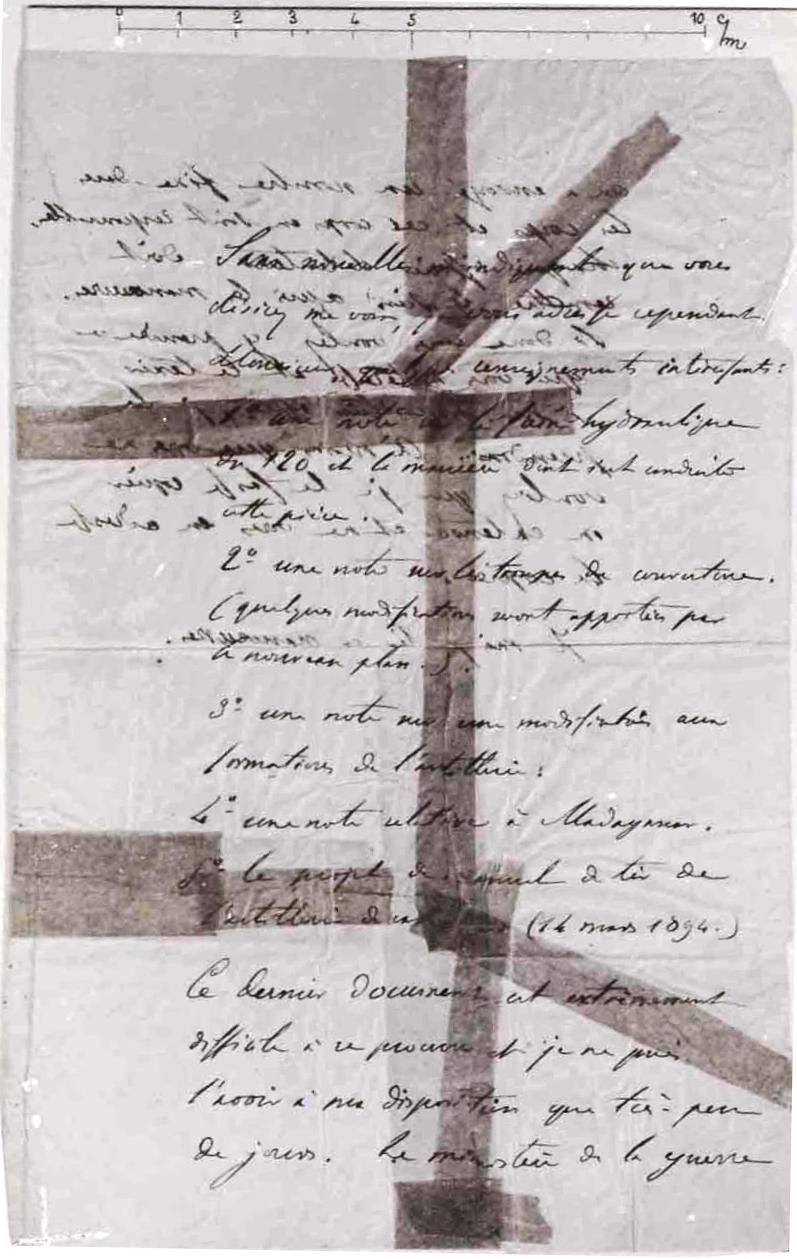
프랑스 방첩부대가 입수한 문서(1894.10.13. 촬영)

보불전쟁(1870~71)에 처참하게 패배한 프랑스에서는 애국주의와 반독일 감정이 나날이 높아져갔고, 전 유럽은 민족주의로 인해 반유대주의가 팽배해 있었다. 이런 상황에서 1894년 9월, 프랑스 정보국 요원이 파리의 독일대사관에서 몰래 빼내온 문서(편지)를 통해 프랑스군 내부에 군사기밀을 독일로 유출시키는 간첩행위자가 있다는 사실이 알려지게 되었다. 수사가 진행되던 중 참모본부에서 근무하는 육군 포병대위 알프레드 드레퓌스가 필적이 비슷하다는 이유로 범인으로 지목되었다. 그는 유대인이고, 또한 그 당시 프랑스 사람들의 반독일 감정의 대상이었던 독일계라는 것이 그의 혐의를 짙어지게 만들었고 재판에 회부되었다.
1894년 12월, 드레퓌스는 반역죄로 유죄 판결을 받은 후 종신형과 치욕적인 군적 박탈식을 선고받았다. 그는 군적 박탈식장에서 끝까지 자신의 무죄를 외쳤지만 "유태인을 죽여라"라는 군중들의 소리에 묻히고 말았다. 그는 강제로 불명예 전역한 뒤, 1895년 2월 21일 프랑스령 기아나의 악마섬으로 유배당한다. 사실 재판 과정에서 서명과 자신의 글씨체가 다르다는 이의가 있었으나, 피고가 글씨체를 바꾸어 썼다는 말도 안 되는 근거를 내세워 묵살하였다. 실제 자신의 글씨체를 바꾸어 쓰기는 매우 힘든 일이다.

## 사건의 전말
일부에서 드레퓌스에 대해서 무죄 주장이 있었으나, 그 당시 팽배했던 애국주의, 반유대주의, 반독일주의에 의해 가볍게 묵살되었다. 드레퓌스는 부족한 증거 자료에 기초해 유죄 판결을 받았으며 사실 드레퓌스는 무죄였다(발견된 정보 유출 문건에서 발견된 암호명 'D'에 따라 유태계 장교 알프레드 드레퓌스는 그 이름의 첫글자가 암호와 일치한다는 이유로 간첩으로 지목됐다). 유대인에 대한 편견이 드레퓌스를 간첩으로 몰아간 것이다. 당시 고급 장교들은 그들의 실수를 덮으려고 사실을 은폐했으며, 반유대적인 가톨릭교회와 보수주의 언론들도 드레퓌스 사건을 침소봉대하여 유대인들을 비난하는 모습을 보였다. 그러나 그는 끝까지 자신의 무죄를 외치며 억울함을 호소하였다.
그런데 그로부터 2년 뒤 1896년 3월, 조르주 피카르 중령이 우연한 기회에 진범인 에스테라지 소령을 적발하게 되었다. 그는 참모본부 정보국에서 일하면서 또 다른 간첩사건을 조사하는 과정에서 드레퓌스는 무죄이며, 진범은 에스테라지라는 것을 알게 된다. 이에 따라 그는 참모본부 상부에 이 사실을 알리며 드레퓌스의 무죄를 주장했다. 하지만 1898년 1월 10일에 열린 재판에서 진범 에스테라지 소령은 무죄로 풀려난다.
그때 증거자료를 몰래 복사해서 실어 낸 어느 한 신문에 의해 드레퓌스 사건이 세상에 공개된다. 하지만 가장 곤란한 상대는 진범인 에스테라지 본인이었다. 그는 이런저런 거짓말을 늘어놓고 다녔고, 놀랍게도 참모본부는 그의 거짓말을 눈감아주었다. 그러나 사실이 알려지자, 군사 법정은 많은 비난을 받았고, 일부 사람들은 피카르와 드레퓌스의 무죄를 주장하였다.

## 반유대주의
드레퓌스 사건이 벌어지기 전, 프랑스를 비롯한 전 유럽에서는 로마 가톨릭교회의 선동으로 반유대주의가 기승을 부렸다. 가톨릭교회는 《라 크루우아》, 《라 리브르 파롤》, 《랭트랑지장》 같은 가톨릭 계열 신문들을 통해 "유대인은 프랑스의 적이다. 매점매석한다. 신을 살해한 민족이다. 그들은 저주받았고 우리는 기독교인이다"며 반유대주의를 조장했다. 이 반유대주의는 민족주의, 국수주의와 결합하여 온 프랑스를 휩쓸었다. 드레퓌스 사건은 이런 반유대주의가 만들어낸 정치적 추문이라 할 수 있다.
드레퓌스가 체포된 사실을 맨 처음 특종으로 보도한 신문도 바로 《라 리브르 파롤》이다.
《라 리브르 파롤》은 1894년 11월 19일 "대역죄, 유대인 장교 체포"라는 제목으로 드레퓌스 사건을 최초로 보도했고, 이 보도로 프랑스는 극도의 갈등과 분열 양상에 빠지게 된다.

## 나는 고발한다

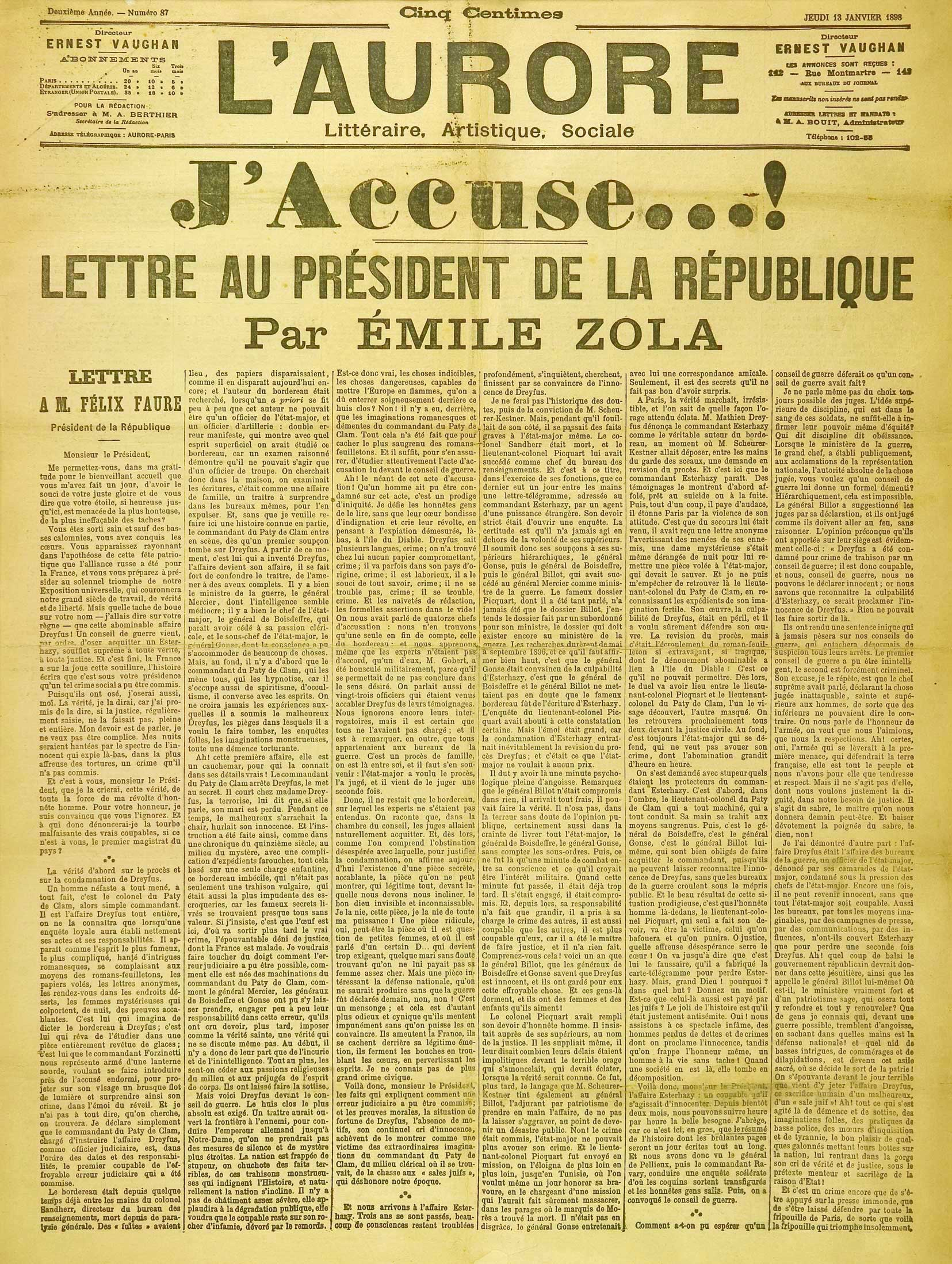
로로르지 실린 에밀 졸라의 격문 '나는 고발한다'.

작가 에밀 졸라는 1898년 1월 13일 신문 로로르(L'Aurore, 여명)에 〈나는 고발한다!〉('J'accuse!')라는 제목으로 대통령 펠릭스 포르(Félix Faure)에게 보내는 유명한 공개 편지를 기고함으로써 파장이 확대되었다. 에밀 졸라는 군법회의를 중상모략했다는 이유로 징역 1년을 선고받고 항소 중에 영국으로 망명했다가 1899년에 귀국한다. 역사학자 바브라 투흐만은 이를 한마디로 '역사상 위대한 소동'의 하나라고 말한다.
이 밖에도 여러 지식인과 신문사 르 피가로 등이 에스테라지 범인설을 주장했지만 대부분 언론들은 반유대주의 감정 때문에 '드레퓌스는 죽어라'는 등의 폭언을 일삼았다.
드레퓌스가 악마섬에서 유배되어 있는 동안 프랑스에는 드레퓌스의 무죄를 주장하는 드레퓌스파와 그렇지 않은 반유대주의를 주장하는 반(反)드레퓌스파로 완전히 양분되었다. 유대인들은 간첩으로 몰리기까지 하자 테오도르 헤르츨을 중심으로 하나님이 약속했다는 '약속의 땅' 팔레스타인에 이스라엘을 건국하겠다는 시오니즘 운동을 시작한다.

## 드레퓌스 재심
에밀 졸라를 비롯하여 아나톨 프랑스, 앙리 푸앵카레, 장 조레스 등의 수많은 진보적인 지식인들이 프랑스 군부와 정부에 대해 강하게 비판하였으며 전 세계 언론들도 이에 동조하자 프랑스 정부는 외교적인 부담이 가중되었다. 1898년 8월 31일 진범인 에스테라지와 함께 문서를 조작한 앙리 중령이 감방에서 자살하였다. 1899년 6월 3일 고등법원이 재심을 진행할 것을 결정했고, 6월 10일에 드레퓌스는 유배지인 악마섬을 떠날 수 있었다. 드레퓌스에 대한 재심이 진행되었고 1899년 9월 9일 10년형을 선고받았으나 10일 후인 9월 19일에 대통령이 사면하여 석방되었다. 다만 복권은 이루어지지 않았다.
1904년에 드레퓌스에 대한 재심이 청구되었고, 1906년에 대법원에서 무죄가 선고되었으며, 드레퓌스는 모든 혐의를 벗고 복권되어 육군에 복직했다. 그 후 소령으로 승진함은 물론, 레지옹 도뇌르 훈장까지 받게 된다. 1년 후 퇴역했으나 제1차 세계대전이 터지자 참전하였고 1935년에 지병으로 사망했다. 그러나 이 사건은 드레퓌스의 삶에 너무나도 큰 상처를 입혔고, 그 후에도 우파는 끝까지 드레퓌스의 유죄를 외쳤다. 그러면서 드레퓌스의 상처는 더 깊어졌다. 이 사건은 후대에 반유대주의와 반독일주의가 낳은 최악의 사건으로 평가되고 있다.

## 가톨릭 교회의 선동
〈라 크루와〉(La Croix, 십자가라는 뜻)와 〈르 펠렝〉 등 가톨릭 계열 주요 일간지와 지방 신문 등 〈성모승천수도회〉 회원들이 경영한 신문들은 체계적으로 반드레퓌스파를 지지하기 위한 종교적인 영역을 맡고 있었으며, 민족주의를 찬양하고 유대인들을 적국 국민으로, 그리고 외국 시민으로 심지어 이웃 국가가 파견한 스파이라고 매도했다. 〈라 크루와〉를 비롯한 반드레퓌스파 신문들은 집단적인 반드레퓌스파 프랑스의 이미지를 전파하는 데 온갖 노력을 다했다.

## 예수회의 조작

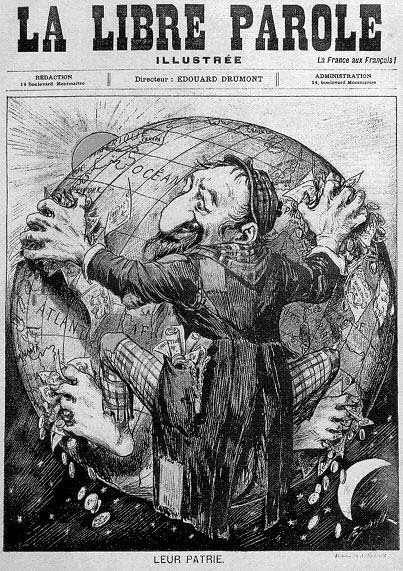
1893년 <라 리브르 파롤(La Libre Parole)> 1면에 실린 반유태주의 캐리커처

드레퓌스 사건이 일어날 당시, 프랑스 육군 사관학교 생도들은 가톨릭 예수회 교단이 운영하는 예비학교 과정(폴리테크니크 예비학교)을 거쳐야 했다. 드레퓌스 사건이 발생하자 참모본부에 속한 이들의 대부분은 예수회 교단과 결탁해 공화국을 흔들고 있었다. 이와 같은 배경으로 비요 장군(당시 국방장관)은 참모본부를 〈예수회파〉(Jesuitiere)라는 이름으로 지칭했다. 또한 드레퓌스 지지파들도 경멸적인 의미로 그들을 그렇게 불렀다. 앙리 중령이 감옥에서 자살하자 <라 리브르 파롤〉은 그를 유대인들에게 희생된 순교자로 만들며 미망인을 위한 모금 운동을 전국적으로 전개했다. 이때 예수회가 운영하던 폴리테크니크 예비학교들은 단체로 기부금을 냈는데, 한 학생이 기부금을 못 내겠다고 버티자 학교는 학생을 퇴학 시킨 일도 있었다.
이에 에밀 졸라는 유명한 <나는 고발한다>를 쓰기 전 1898년 1월 7일 《프랑스에 보내는 편지》라는 팸플릿을 통해 "프랑스여 그대는 교회가 지배하던 과거로 되돌아가려고 하는가"라며 통탄했다.

### 라 리브르 파롤 자금 지원
또 드레퓌스 사건을 최초로 보도한 신문은 예수회가 자금을 지원한 <라 리브르 파롤(La Libre Parole)>지였고, 바일리 신부가 창간한 <라 크로와> 등 여타 가톨릭 계열 신문들이 앞장서서 드레퓌스의 유죄를 주장했고 반유태인 정서를 날마다 되풀이했다. 이 <라 리브르 파롤>지의 발행인 에두아르 드뤼몽(Édouard Drumont)에게 자금을 대준 사람이 예수회의 뒤락(Du Lac) 신부였다. 그는 또 당시 국회 내의 충실한 가톨릭 교회 옹호자이자 '노동자 클럽'(영문: The Society of Catholic Worker Circles, 불어: Oeuvre Circles Catholiques d'Ouvriers)을 만든 알베르 드묑(Albert de Mun) 백작과 참모본부의 총참모장 드 브와데프르의 고해신부이기도 했다.
프랑스의 가톨릭 계열 신문인 라 크루와지(La Croix)는 드레퓌스 사건이 터지자 "드레퓌스는 프랑스 국민을 파멸시키고 프랑스 영토를 차지하려고 획책해온 국제적 유대인 조직의 스파이"라고 보도했다.
가톨릭 연구가 에드몽 파리는 "대부분의 성직자와 주교는 드레퓌스의 범죄를 확신하고 있다"고 부르게레트는 기록하였으며, 생디칼리슴의 이론가 조르주 소렐 (Georges Sorel) 또한 이렇게 공언하였다. "드레퓌스 사건으로 사회 전체가 분열된 반면 가톨릭계는 철저하게 일치하여 재조사에 반대하였다. 교회의 모든 정치력이 드레퓌스 사건에 집중되었다."며 예수회가 만든 신문과 가톨릭교회와 예수회가 주축이 된 군부가 한통속이 되어 드레퓌스 사건을 조작했다고 주장하고 있다.
또 예수회의 기관지 <씨빌타 카톨리카(Civilta Cattolica)>에는 '유태인 드레퓌스라는 제하의 기사로 다음과 같은 로마 가톨릭교회의 입장을 명확히 표명하였다. "유태인들은 프랑스 공화국을 장악하고 프랑스적이기보다는 히브리적인 나라로 이끌어왔다. 유태인들은 어느 곳에서나 반역을 도모하는 스파이로 하나님께서 창조하셨다. 유태인은 프랑스뿐만 아니라 독일과 오스트리아 그리고 이태리에서도 추방되어야 한다. 그제야 비로소 과거의 위대한 평화를 재건하게 되고, 제국은 잃어버린 행복을 되찾게 될 것이다." 이 신문은 훗날 교황이 드레퓌스를 면죄한 후에도 그가 계속 유죄라고 주장할 정도로 막무가내였다. 이 신문의 편집장인 라파엘레 발리니 신부는 유대인들이 드레퓌스를 무죄로 만들기 위해 '유럽의 모든 신문과 양심을 샀다'고 공언하기도 했다. 또 유대인들이 매년 '아이를 십자가에 못 박고 그들은 '고통 속에서 죽어야 한다'고도 썼다.

### 앙리 중령 죽음의 배후
에스테라지와 함께 문서를 조작한 앙리 중령이 체포되었으나 그는 감방에서 자살하였다. 참모본부가 증거를 위조하는등 적극적으로 사건을 조작한 음모가 드러나자 좌파 공화주의자들은 경악했다. 그들은 가톨릭교회와 군부가 안보를 구실로 정치와 공공생활을 얼마나 침식해 들어갔는지 인식하기 시작했다. 장 조레스는 이때 드레퓌스 사건을 파헤치는 안내서 《증거들》이라는 책을 펴냈다. 이때부터 드레퓌스의 재심을 요구하는 목소리가 높아졌다. 로로르지는 감옥에서 자살한 앙리 중령이 자살하지 않았다는 기사를 실었다. 로로르는 "예수회 회원들이 앙리 중령의 손에 면도날을 쥐어주면서 불명예 퇴역으로 추방되겠느냐 아니면 그의 미망인에게 연금을 주는 조건으로 자살하겠느냐 둘 중 하나를 택하라고 강요했다"는 것이었다.
에드몽 파리는 조셉 레이나크(Joseph Reinach)의 말을 인용해 이 사건을 이렇게 결론 내린다. "보다시피 이 흉악한 사건은 예수회 회원들의 음모다. 사실 드레퓌스 사건은 하나의 구실에 지나지 않으며 진정 그들이 원하는 것은 그들도 인정하듯이 사회적인 우상들과 1789년 대혁명 정신을 파괴하는 것이다."

## 사건의 영향

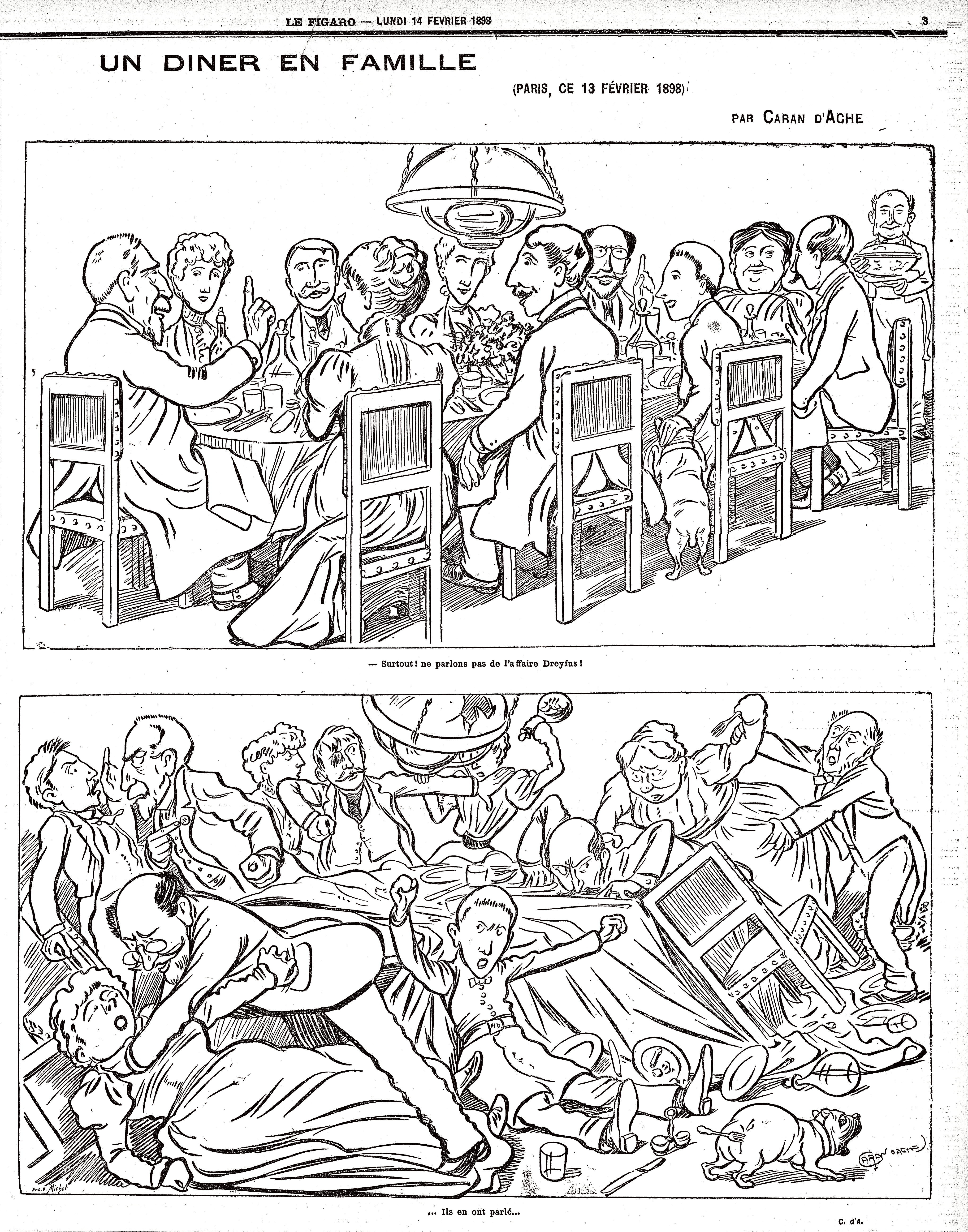
드레퓌스 사건을 둘러싼 당대 프랑스 국민들의 분열을 풍자한 1898년 2월 14일자 만평. 대가족의 식사 시간에 “오늘은 드레퓌스 사건에 대해 이야기하지 맙시다.”라고 이야기하지만, 바로 다음 장면에서 “결국은 이야기했다”라면서 온 가족이 난장판이 되도록 싸우고 있다.

이 사건으로 우파 고급 장교들 등 재판 관리자들은 많은 비난을 받았고, 결국 이런 비난이 드레퓌스를 무죄로 이끌어가는 데 성공했다. 그러나 이 사건으로 반유대주의의 문제를 많이 느끼게 되었고, 결국 반유대주의는 서서히 없어지기 시작하다가 결국 1948년 이스라엘 건국 이후 거의 사라졌다.

### 민중의 적
드레퓌스 사건은 프랑스를 드레퓌스의 유죄를 믿는 가톨릭을 중심으로 한 보수층과 무죄를 믿는 개신교인과 지식인층 둘로 갈라놓았다. 가족 친지 간에도 드레퓌스의 유무죄를 놓고 싸우고 대립했다. 마침 파리에서 헨리크 입센의 연극 《민중의 적》(En folkefiende)이 공연하고 있었다. 이 연극은 그런데 연극의 내용이 마치 에밀 졸라를 연상시킨다는 이유로 관객들의 난투극을 불렀다. 결국 연극 공연은 취소되고 말았다.

### 정교분리(라이시테)
드레퓌스 사건은 '라페르'(l'Affaire：사건)라고도 불리는데 프랑스 제3공화국의 역사와 현대사에 중요한 이정표가 되었다. 이 사건의 소용돌이 속에서 로마 가톨릭교회를 주축으로 한 보수파와 공화파 간 확연하게 나뉘어 이들을 중심으로 서로 다른 정치·사회적 세력들의 입장 차이를 분명하게 드러냈다. 이 사건의 영향으로 마침내 프랑스에서는 1901년의 '결사에 관한 법(Association loi de 1901)'의 규정과 이후 다음과 같은 새로운 일련의 법률들을 통해서 교회와 국가의 관계가 새롭게 정립되었다.
1. 1902년 7월 법을 통해 국가적으로 허가를 받지 않은 약 3000개의 모든 가톨릭학교 폐쇄가 결정되었다.[39] 이것은 매우 심한 대중적 반발을 불러일으킨 조치였는데, 74명의 주교들이 항의서에 서명을 하여 명시적인 반대 및 항의 의사를 표시하였다. 동 법을 통하여 정부를 통한 주교의 급여 또한 정지되었다.
2. 1903년 3월 법을 통하여 예수회를 포함한 모든 남성 수도단체의 해산이 결정되었다.
3. 1903년 7월 법에서는 모든 여성 수도단체의 해산이 결정되었다.
4. 1904년 7월의 법은 새로운 수도단체의 결성을 금지하였고 현재 또한 그러하다.

그리고 마침내 1905년 정교분리법(불어: loi de separation des Eglises et de l'Etat, 영어: 1905 French law on the Separation of the Churches and the State)이 통과됐다. 이 법은 당시 수상인 콩브(Combe)의 이름을 따서 이른바 “Loi Combe” 즉 콩브법이라 불리기도 한다. 국가와 종교의 분리를 위한 동 법은 오늘날에도 여전히 유효한 정교분리원칙, 즉 정치와 종교의 완전한 분리를 의미하는 ‘라이시테’(laïcité: 비종교성)원칙을 확립하였다. 이 법에 따라 프랑스 공화국에서는 어떠한 종교도 국교로 인정하지 않으며, 어떠한 종교에도 경제적 지원을 하지 않고, 종교 건물은 공공 재산으로 환원하고, 종교는 어떠한 정치적 권한도 행사할 수 없음을 규정했다. 이 법이 통과되자 당시의 교황인 비오 10세는 사목서한 “프랑스 정교분리법에 관하여(Vehementer nos)”를 통해 공개적으로 강하게 종교적 비난을 하였고, 이후 수 년 동안 프랑스와 가톨릭교회의 관계는 악화되었다.

## 드레퓌스 사건 100주년
1998년 1월 13일은 에밀 졸라가 드레퓌스 사건에 항의하여 '로로르'지에 명문 《나는 고발한다》를 발표한 지 100주년이 되는 날이었다. 국가이성의 이름으로 한 무고한 인간에 가해졌던 인권유린의 대표적 예로 기록되는 드레퓌스 사건에 대해 자크 시라크 대통령은 졸라가 생전에 살던 집에서 현판식을 갖고 기념비를 헌정했다. 프랑스 국립도서관은 졸라가 쓴 나는 고발한다의 원본과 드레퓌스 사건 관련 문서들을 진열했다. 또 졸라가 안치된 팡테옹에서는 당시 왜곡된 공권력의 상징이던 법무부와 국방부의 수장이 참석해 다시는 국가 권력의 이름으로 폭력을 행사해서는 안 될 것임을 다짐하며 졸라에게 경의를 표했다.

## 같이 보기
- 황색언론
- 마녀사냥
- 장 조레스